# Cawley Memorial Stadium
Le Cawley Memorial Stadium est un stade omnisports américain (servant principalement pour le soccer et la crosse) situé dans la ville de Lowell, au Massachusetts.
Le stade, doté de 6 000 places et inauguré en 1937, sert d'enceinte à domicile pour l'équipe de soccer du Greater Lowell United Football Club.
Le stade porte le nom d'Edward Cawley, propriétaire foncier qui possédait plusieurs parcelles de terrain près du stade actuel.

## Histoire
Le stade ouvre ses portes en 1937 dans le cadre d'un projet de la Work Projects Administration (WPA).
L'équipe de crosse de Major League Lacrosse (MLL) des Boston Cannons joue ses matchs à domicile au Cawley Memorial Stadium entre 2001 et 2003.
Le club de National Football League (NFL) des New England Patriots (à l'époque les Patriots de Boston) jouent un temps une partie de leur saison inaugurale dans l'enceinte dans les années 1960 (le fondateur du club, Bill Sullivan, était un ancien élève et un diplômé de la Lowell High School).
En 1998, le stade est rénové, et sont inaugurés de nouvraux gradins pour les visiteurs.
En 2006, la pelouse naturelle est remplacée par un gazon artificiel de type FieldTurf.
Jusqu'en 2014, il est utilisé pour les finales d'état de la fanfare du Massachusetts Instrumental and Choral Conductors Association.
Le Cawley Memorial Stadium accueille aujourd'hui également les matchs à domicile de l'équipe sportive lycéenne du Lowell High School et de l'équipe de football américain du Lowell Nor'easter, de la New England Football League (NEFL).